# Comadia suaedivora
Comadia suaedivora is een vlinder uit de familie van de houtboorders (Cossidae). De wetenschappelijke naam van de soort is voor het eerst geldig gepubliceerd in 1973 door Brown & Allen.